# Cinara mariana
Cinara mariana är en insektsart. Cinara mariana ingår i släktet Cinara och familjen långrörsbladlöss. Inga underarter finns listade i Catalogue of Life.